# Lophodermium decorum
Lophodermium decorum är en svampart som beskrevs av Darker 1932. Lophodermium decorum ingår i släktet Lophodermium och familjen Rhytismataceae.   Inga underarter finns listade i Catalogue of Life.